# Elophila orientalis
Elophila orientalis là một loài bướm đêm trong họ Crambidae.